# Aeropuerto de Skellefteå
El aeropuerto de Skellefteå (en sueco: Skellefteå Flygplats) (IATA: SFT, OACI: ESNS) está situado a 17 km al sur de Skellefteå, en la provincia de Västerbotten (noreste de Suecia).

## Transporte
Actualmente sólo se puede acceder al aeropuerto de Skellefteå por carretera. Se ubica en las proximidades de la carretera E4, desde la cual se accede a las ciudades de Skellefteå (17 km al norte), Umeå (124 km al sur), Piteå (95 km al norte) y Luleå (148 km al norte) .
El aeropuerto cuenta con un servicio directo de autobuses a Skellefteå, Umeå y Luleå. Los autobuses paran en las ciudades a lo largo de la costa.
El aeropuerto cuenta con una variedad de compañías de alquiler de vehículos (Avis, Europcar o Hertz) como alternativa al transporte público.

## Aerolíneas y destinos

### Destinos nacionales
| Ciudades  | Aeropuerto                      | Aerolíneas    | Aeronaves | Frecuencias semanales |
| Suecia    | Suecia                          | Suecia        | Suecia    | Suecia                |
| --------- | ------------------------------- | ------------- | --------- | --------------------- |
| Estocolmo | Aeropuerto de Estocolmo-Arlanda | Norwegian SAS | B737 A3xx |                       |

### Destinos internacionales
| Ciudades por países | Nombre del aeropuerto            | Aerolíneas                                           | Aeronaves | Frecuencias semanales |
| Europa              | Europa                           | Europa                                               | Europa    | Europa                |
| ------------------- | -------------------------------- | ---------------------------------------------------- | --------- | --------------------- |
| España              |                                  |                                                      |           |                       |
| Gran Canaria        | Aeropuerto de Gran Canaria       | Jet Time (Chárter Estacional)                        | B737NG    |                       |
| Palma de Mallorca   | Aeropuerto de Palma de Mallorca  | Braathens International Airways (Chárter Estacional) | A3xxceo   |                       |
| Polonia             |                                  |                                                      |           |                       |
| Gdansk              | Aeropuerto de Gdańsk-Lech Wałęsa | Ryanair                                              | B737      |                       |

| - Autobús | Sí | Skelleftebuss   | Flygbussen | Skellefteå               | www.skelleftebuss.se  |
|           |    | Abramssons buss | Flygbuss   | Luleå, Piteå, Skellefteå | www.abramssonsbuss.se |
|           |    | Abramssons buss | Flygbuss   | Umeå, Örnsköldsvik       | www.abramssonsbuss.se |
| - Taxi    | Sí | Flygtaxi        | --------   | XXXXXX                   | www.flygtaxi.se       |
|           |    | Skellefteå Taxi | --------   | XXXXXX                   | www.skelleftetaxi.se  |

## Estadísticas
Ver fuente y consulta Wikidata.

## Códigos internacionales
- Código IATA: SFT
- Código OACI: ESNS